# 기만
기만, 기망, 속임수는 한 명 이상의 수신자에게 사실이 아닌 정보를 제공하도록 설득하는 행위이다. 속임수를 쓰는 사람은 그것이 거짓이라는 것을 알고 있지만 메시지를 받는 사람은 그것을 믿는 경향이 있다(항상 그런 것은 아니지만). 개인적인 이득이나 이익을 위해 행해지는 경우가 많다. 속임수에는 주의를 산만하게 하는 것, 위장 또는 은폐뿐 아니라 위장, 선전, 속임수도 포함될 수 있다. 자기기만도 있다. 편견과 달리 지능이 낮은 사람도 기만에 능할 수 있다.
속임수는 종종 배신감과 불신으로 이어지는 주요 관계 위반이다. 속임수는 관계 규범을 위반하며 기대에 대한 부정적인 위반으로 간주된다. 대부분의 사람들은 친구, 관계 파트너, 심지어 낯선 사람이 대부분의 경우 진실하기를 기대한다. 사람들이 대부분의 대화가 진실하지 않을 것이라고 예상했다면, 다른 사람과 대화하고 소통하려면 신뢰할 수 있는 정보를 얻기 위해 주의를 산만하게 하고 잘못된 방향으로 나아가야 할 것이다. 일부 연애 파트너와 관계 파트너 사이에는 상당한 양의 속임수가 발생한다.
사기와 부정직은 또한 불법행위 또는 계약법에서 민사 소송의 근거가 될 수 있으며(고의적인 경우 허위 진술 또는 사기성 허위 진술로 알려짐) 사기 (법률)로 형사 기소될 수 있다. 이는 또한 부정과 속임수를 통한 심리전의 중요한 부분을 형성한다.

## 같이 보기
- 학문적 부정직
- 거짓 선동
- 대중조작
- 사기죄
- FUD
- 위조
- 날조
- 플러시보
- 표절